# حرق الأديرة في إسبانيا 1931

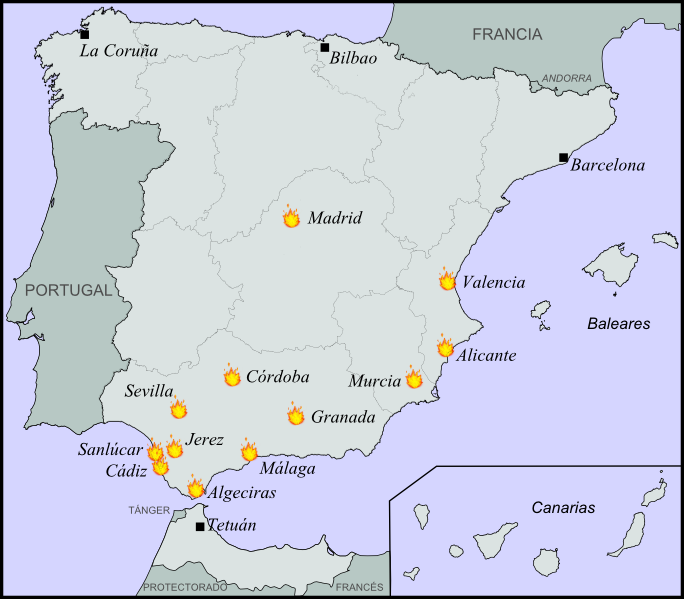
المدن الإسبانية التي جرت فيها حرق الأديرة.

حرق الأديرة في إسبانيا هي نتاج موجة العنف مناهضة لرجال الدين تم فيها اشعال مباني ومؤسسات تابعة للكنيسة، وجرت تلك الأحداث في الفترة من 10 إلى 13 مايو 1931 في إسبانيا، بعد أسابيع قليلة من إعلان الجمهورية الثانية.
بدأت أعمال الشغب في مدريد أثناء القاء النشيد الملكي في شارع الكالا بمدريد من نافذة مفتوحة اثناء مرور حشد من الجمهوريين مما أثار غضبهم واحتجاجهم، وسرعان مانتشرت تلك الاحتجاجات إلى المدن لأخرى في جنوب وشرق شبه الجزيرة. وقد أحرق حوالي مائة مبنى ديني أو جزء منها خلال تلك الفترة، ودمرت قطع من التراث الفني والديني، ودُمرت بعض مقابر الدير وتُوفي العديد من الأشخاص وأصيب آخرون.

## البداية: السياسة الدينية للحكومة المؤقتة واستجابة الكنيسة
بعد إعلان الجمهورية الإسبانية الثانية كان على النظام الدستوري الجديد حماية حرية الاعتقاد وتطوير علمنة الدولة للقضاء على الرابط التقليدي بين الدولة والكنيسة، التي كانت أحد العناصر الرئيسة لشرعية الملكية السابقة. فأعلن الجمهوريون عن عزمهم على إنشاء المدارس العلمانية وتفعيل الطلاق وعلمنة المقابر والمستشفيات، والحد بقوة إن لم يكن انهاء عدد من الجماعات الدينية التي أسست في إسبانيا.
لتطبيق هذا القرار في الأسابيع الثلاثة التالية وافقت الحكومة على بعض إجراءات العلمنة غير المهمة ولكن ذات مغزى. مثل حل الجماعات العسكرية وإلغاء الالتزام بحضور الاحتفالات الدينية في السجون والثكنات. حظر المشاركة الرسمية في المناسبات الدينية، ووضع حد للإعفاءات الضريبية للكنيسة، والحرمان من حقوقهم في الاتحاد الوطني الكاثوليكي الزراعي، وغيرها.. وربما كان الإجراء الأكثر أهمية هو مرسوم 6 مايو الذي أعلن فيه أن التعليم الديني طوعي. وبموجب مرسوم صادر في 5 مايو حرمت الكنيسة الكاثوليكية من التمثيل في مجالس التعليم العام، بحيث لم يعد التسلسل الهرمي الكاثوليكي قادراً على التدخل في إعداد المناهج الدراسية، وقد كان يتمتع بها منذ وقت طويل. وبالإضافة إلى ذلك يُحظر للجيش حضور الاحتفالات الدينية بالصفة الرسمية وليس بالصفة الشخصية. أخيرًا تم تعديل قانون الانتخابات لسنة 1907 حتى يتمكن القساوسة من الترشح في الانتخابات. ومع كل هذا فقد كان هناك تدخل قوي من الدولة في الشؤون الدينية، حيث سعت بطريقة ما بإنهاء تأثير الكنيسة على المجتمع الإسباني، مما أدى إلى إرضاء نصف المجتمع وإهانة النصف الآخر.
وبدأت الحكومة المؤقتة اتصالاتها مع سفير الكنيسة البابوية لتؤكد له أن الحكومة ستحترم اتفاق 1851 الذي بينها وبين الفاتيكان إلى أن يتم الانتهاء من الدستور الجديد، مقابل امتثال الكنيسة للنظام الجديد. فبعثت الكنيسة في 24 إبريل برقية إلى جميع الأساقفة نقلت فيها «رغبة الكرسي الرسولي» في التوصية باحترام الكهنة المتدينين والمؤمنين وأبرشياتهم بالصلاحيات الدستورية وتنفيذها من أجل الحفاظ على النظام وللصالح العام. فقام رئيس أساقفة طراغونة فرنسيسكو فيدال إلى جانب المبعوث البابوي العضو الآخر في التسلسل الهرمي الكنسي بتجسيد الموقف التوفيقي تجاه الجمهورية، واللذان أشارا مسبقا بوجوب احترام السلطات الجديدة مثل زيارته لرئيس كاتالونيا فرانسيسك ماسيا في 18 أبريل، وأيضا إرسال مؤتمر الأساقفة الكاتالانيين رسالة في يوم 22 أبريل لتهنئة الحكومة المؤقتة للجمهورية. واظهرت الصحيفة الكاثوليكية El Debate في اليوم التالي من إعلان الجمهورية في الافتتاحية المنشورة على الصفحة الأولى -على الرغم من أنها مصحوبة بصور وتحية للملك ألفونسو الثالث عشر-:«الجمهورية هي شكل الحكومة الحالية في بلدنا. وبالتالي فإن واجبنا هو الالتزام به. (...) ونحن لن نقبله بصورة سلبية... بل لتزم به بطريقة مخلصة ونشطة، ونضع كل ما في وسعنا لمساعدة الدولة في مهمتها».
ومع ذلك فهناك قطاع كبير من الأسقفية مكونيين من أساقفة أصوليين (عُيِّن الكثير منهم خلال ديكتاتورية بريمو دي ريفيرا) ممن ليسوا على استعداد للتسوية مع جمهورية اعتبروها عارًا. وتزعم تلك المجموعة الكاردينال ورئيس أساقفة توليدو بيدرو سيغورا، الذي أعرب بوضوح عن معارضته للجمهورية قبل وأثناء حملة الانتخابات البلدية في 12 أبريل 1931، مؤكدًا أن الجمهورية هي من أعداء الكنيسة والنظام الاجتماعي، والتي تم تبرير تشكيل «جبهة موحدة مدمجة» للدفاع عن الملكية والكنيسة الكاثوليكية. وفي أول تدخل له في خطاب من المنبر بعد 14 أبريل أشار إلى الجمهورية بأنها عقوبة إلهية، مما أثار غضب صحافة الجمهورية التي ذكرته بأنه رمز لقساوسة الملكية، وتسبب في إرسال مذكرة احتجاج حكومية إلى مجلس الكنيسة. لكن الإعلان الأهم للكاردينال سيغورا جرى في الأول من مايو عندما نشر خطبة رعوية تناول فيها الوضع الإسباني بلهجة كارثية، قدم شكرًا ممتنًا للنظام الملكي والعاهل المنحل ألفونسو الثالث عشر. الذي عرف طوال فترة حكمه كيفية الحفاظ على التقليد القديم المتمثل في الإيمان والتقوى. وفسر الصحفيون الجمهوريون تلك الرعوية على أنها تشجيع للمؤمنين على الاتحاد من أجل إنقاذ حقوق الكنيسة المهددة واعتبرت أحزاب ومنظمات اليسار إعلانًا للحرب، مما زاد من مشاعر معاداة رجال الدين لدى العديد من المواطنين. قدمت الحكومة المؤقتة مذكرة احتجاج هادئ وقوي إلى السفير البابوي بسبب ماعتبرته تدخلاً من زعيم الأساقفة، عندما يكن العداء للنظام الجمهوري وطلبت إزاحته من منصبه. ومن ناحية أخرى اشعلت الصحافة في حملتها ضد سيغورا.

## تسلسل الأحداث

### مدريد
في صباح يوم الأحد 10 مايو 1931 تم افتتاح الدائرة الملكية المستقلة في مدريد، وأسسها مدير صحيفة ABC الملكية خوان إجناسيو لوكا دي تينا، الذي عاد لتوه من لندن حيث أجرى مقابلة مع الملك السابق ألفونسو الثالث عشر بهدف تشكيل لجنة انتخابية تعطي مرشحين ملكيين لتقديمهم إلى انتخابات البرلمان التأسيسي الذي من المقرر عقده في الشهر التالي. نال هذا الافتتاح على موافقة شفهية من مدير الأمن، على الرغم من أنه لم يبلغ وزير الداخلية ميغيل مورا. واثناء الاحتفال انطلق النشيد الملكي "Marcha Real" عبر الجراموفون وأطلقوا لافتات لامورسيلاغو التي أطلق عليها «لجعل الحياة مستحيلة مع صورة الجمهورية».
وبدأت المشكلة على ما يبدو في الشارع عند وصول اثنان من ضيوف الافتتاح كانا يجريان نقاشًا سياسيًا مع سائق سيارة الأجرة الذي أحضرهم وهو جمهوري انضم إليه العديد من المارة. تحولت المناقشة إلى مشاجرة وتوقفت ثلاث سيارات أمام الدائرة التي طلب قادتها حماية القوة العامة. على الفور اندلعت الشائعات في المدينة بأن سائق سيارة أجرة الجمهوري قد قتل على يد الملكيين، وتجمع حشد أمام مقر صحيفة ABC، فكان على الحرس المدني التدخل فأطلق النار على أولئك الذين حاولوا الاعتداء وحرق المبنى مما تسبب في عدة إصابات وحالتي وفاة أحدهما طفل.

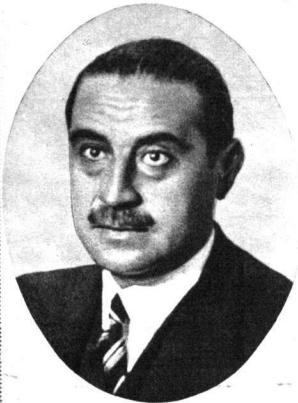
ميغيل مورا، وزير الداخلية في الحكومة المؤقتة للجمهورية الإسبانية الثانية.

فتوجهت مظاهرة إلى مقر مديرية الأمن العام في بويرتا ديل سول، حيث طالبوا باستقالة وزير الداخلية ميغيل مورا (الذي حضر شخصيًا إلى مقر الدائرة الملكية لتهدئة الأنفس وحيث كان هناك تم تذكيره من الجمهوريين برفض أداء والده أنطونيو مورا خلال الأسبوع المأساوي لسنة 1909). وفي الوقت نفسه أحرقت مجموعات من المتهورين كشكًا لصحيفة El Debate الكاثوليكية، ورموا بالحجارة كازينو عسكري وحطموا نوافذ مكتبة كاثوليكية. وفي الساعة الثامنة مساءا تعرضت بعض الوحدات المسلحة للاعتداء وأُطلقت أعيرة نارية على وحدة مركبة للحرس المدني. وقرابة منتصف الليل أطلق رجل النار على حشد اجتمع في بويرتا ديل سول، مما أدى إلى إصابة شخص فقاموا بشنقه امام العلن.
في نفس الليلة أراد وزير الداخلية ميغيل مورا نشر الحرس المدني، لكن زملائه في الحكومة بقيادة الرئيس نيسيتو ألكالا زامورا ووزير الحرب مانويل أثانيا عارضوا ذلك، ورفضوا استخدام قوات النظام الجمهوري ضد «الشعب» وقللوا من أهمية ماجرى. فاستخدم مورا حجة تلقيه معلومات من قبطان في الجيش بأن بعض الشباب من أتينيو دي مدريد يستعدون لحرق مباني دينية في اليوم التالي، فأجاب مانويل أثانيا -وفقًا لما ذكره مورا في مذكراته- بأنه هراء وأضاف أنه إذا كان ماذكر صحيحًا فإنه دليل على عدالة فطرية.
وعندما كانت الحكومة مجتمعة في الساعات الأولى من صباح الاثنين 11 مايو وصلت إليها أخبار باحتراق بيت المعلمين اليسوعيين. فحاول وزير الداخلية ميغيل مورا مرة أخرى انزال الحرس المدني إلى الشارع لاستعادة النظام، لكنه كما الليلة السابقة لقي معارضة من بقية مجلس الوزراء وخاصة مانويل أثانيا، الذي قال -بحسب مورا في مذكراته:«أن كل أديرة مدريد لا تستحق حياة جمهوري وهدد بالاستقالة إذا كان هناك جريح واحد في مدريد لهذا الغباء. وإذا نشرتوا الحرس المدني فأنا أستقيل». إلا أن ألكالا زامورا قال في مذكراته: أن آثانيا:«لم يعارض بالمرة إعلان حالة الطوارئ». ووفقًا لما قاله مورا: أن وزيرا بالحكومة كان ممتنًا لأن اليسوعيين هم أول من أشاد بـ «الشعب». الشخص الذي قدم استقالته -ثم سحبها لاحقًا- هو مورا الذي غادر مقر رئاسة الحكومة. سمح تقاعس الحكومة للمتمردين بحرق أكثر من عشرة مباني دينية.

### مالقة والمدن الأخرى
سبق حرق الأديرة في ملقة محاولة لإشعال النار في قصر الأسقفية سنة 1930، واندلعت عدة أحداث في اليوم الذي أعلنت فيه الجمهورية في 14 أبريل بالهجوم على مقر صحيفة لا أونيون ميركانتيل. الاعتداء على سكن اليسوعيين ومدرسة لاهوتية في اليوم التالي.
عندما وصلت أخبار الأحداث في مدريد إلى المدينة، خرج الغوغاء ليلاً للسيطرة على الشوارع وبدأوا في الاعتداء على فندق وقصر الأسقفية. بدأت الحوادث خلال الساعات الأولى من الصباح واستمرت طوال اليوم 12. ووصف أحد الصحفيين في سيارته على طريق كولمينار السريع المدينة:"لن يتم مسح البانوراما التي شهدناها من هناك بسهولة من شبكية العين لدينا." لقد كانت مرعبة حقًا، أنتجت قشعريرة في الجسم ومرارة شديدة في الروح. كانت المدينة صامتة وكئيبة، والسماء حمراء وكانت أعمدة الدخان السوداء تتصاعد نحوه. فإشعاع النيران الهائلة التي خرجت من أماكن مختلفة من المدينة نحو اللانهائي". عندما تم إعلان حالة الطوارئ تم تشكيل الحرس المدني مع المتشددين الجمهوريين واشتراكيين ومع الاتحاد الوطني للعمل الذي نشر بيانًا هادئًا.
هناك شكوك قوية حول موقف وتصرفات الحاكم العسكري لمالقة في ذلك الوقت الجنرال خوان غارسيا غوميز كامينيرو الذي عينته حكومة الجمهورية مؤخراً، والذي كان متساهلا تجاه الغوغاء التي احرقت الكنائس، ولم يقم بقمع الجماهير الفوضوية المعادين لرجال الدين والراديكاليين اليساريين المهووسين باشعال الحرائق، بل أمر بسحب قوات الحرس المدني أثناء أعمال الشغب، وأرسل برقية إلى أثانيا بالمحتوى التالي:«بدأ حرق الكنائس وسيستمر غدًا». استبعد الحاكم العسكري لمالقة عن منصبه بعد فترة قصيرة من ترقيته إلى اللواء، وعين لاحقًا المفتش العام للجيش.
ملقة هي أكثر المدن الإسبانية تضرراً خلال تلك الأحداث المأساوية، فقد دمر الكثير من تراثها الديني والفني والثقافي والتاريخي تدميرا كاملا. ولم يقتصر الأمر على تدمير المباني، بل أيضًا فقدان مخطوطات تاريخية مهمة ومصوغات ذهبية ومطرزات غنية وصور لايمكن تقييمها ولوحات قديمة ومكتبات وغيرها من النفائس التي لايمكن استرجاعها. وقد قتل خلال الأحداث أربعة أشخاص، بالإضافة إلى الأضرار المادية التي سببتها تلك الحرائق على المساكن والمحال التجارية للمدنيين.
وقد امتدت حوادث حرق الكنائس إلى المدن التالية:بلنسية وإشبيلية وغرناطة وقرطبة وقادس ومرسية ولقنت وغيرها من القرى التابعة لتلك المدن.

## التأثير
لم يكن معروفا باليقين المطلق من هم الذين أحرقوا حوالي مائة مبنى ديني ممن أحترقت كليا أو جزئيا (بالإضافة إلى تدمير قطع من التراث الفني والديني وتدنيس بعض مقابر الأديرة). حيث توفي جراء تلك الأحداث العديد من الناس وأُصيب آخرون بجروح، لكن الفرضية الأكثر تماسكا هي أن مشعلي الحرائق هم عناصر من اليسار الجمهوري والأناركي المتطرف الذين كانوا يحاولون الضغط على الحكومة المؤقتة لتنفيذ الثورة التي كانت تعني في المقام الأول اقتلاع رجال الدين. ومع ذلك فقد فسر عدم اهتمام الحكومة في التعامل مع الوضع، بالإضافة إلى التعاطف المنتشر الذي شعر به بعض الوزراء من مثيري الشغب هو:"مزيج من الحيرة وسوء التقدير والضعف والخوف من عدم استمداد الشعبية عند استخدام القوة ضد الناس". وقد وضح المؤرخ غابرييل جاكسون أن غالبية الوزراء لا يريدون أن يبدأ النظام الجديد ظهوره بإطلاق النار على الإسبان مقتنعين بأن الجماهير ستكره الحكومة التي تلجأ إلى الحرس المدني في أول علامات الشغب". وقد برر الرئيس نيسيتو الكالا زامورا بنفسه في خطاب أذيع يوم 11 ضمنيًا موقف الحكومة قائلاً: إنه تم تجنب حمام دم. كما أشار البابا بيوس الحادي عشر في 17 مايو إلى المسؤولية الخطيرة للغاية لأولئك الذين لم يمنعوا وقوع تلك الأحداث في الوقت المناسب.

### التوتر بين الجمهورية والكنيسة
انضمت الحكومة إلى فكر اليسار الجمهوري والاشتراكيين، فأمرت بتعليق نشر الجريدة الكاثوليكية El Debate والملكية ABC، وألقت القبض على العديد من المفكرين الملكيين (وقد أخلت المحاكم سبيلهم، الأمر الذي أثار ردة فعل قاسية من الصحافة اليسارية، التي اعتبرت ذلك مناورة ملكية جديدة ومخزية). ووافقت الحكومة حتى على طرد اليسوعيين، على الرغم من أن هذا الإجراء لم يتم، ولكن بالخلاصة تم طرد الأسقف الأصولي فيتوريا ماتيو موغيكا من إسبانيا في 17 مايو، لرفضه تعليق الرحلة الرعوية التي خطط لها القيام بها إلى بلباو، حيث كانت الحكومة تخشى من وقوع حوادث بين الكارليين والقوميين الباسك الذين شاركوا معارضتهم للجمهورية ودفاعهم عن رجال الدين وبين الجمهوريين والاشتراكيين المناهضين لرجال الدين.
وافقت الحكومة المؤقتة أيضا على بعض التدابير الرامية إلى ضمان الفصل بين الكنيسة والدولة دون انتظار موافقة الكورتيس التأسيسي. فالتعميم الصادر عن الإدارة العامة للتعليم الابتدائي في 13 مايو حدد مرسوم 6 مايو والذي أعلن أن التعليم الديني اختياري. إلى جانب أنه من الضروري إثبات للوالدين التعبير الصريح في التسجيل ممايدل على أنهم يرغبون في ذلك، وأيضا يجب إزالة الصلبان من الفصول الدراسية حيث أن هناك طلاب لم يتلقوا التعليم الديني. وفي 21 مايو أعلن مرسوم إلزامي لقب المعلم لمن يمارس التدريس، مما أثر بشكل خاص على المدارس الدينية لأن الرهبان والراهبات الذين قاموا بالتدريس يفتقرون إلى ذلك. وفي 22 مايو أقر مرسوم آخر بحرية الدين وحرية الاعتقاد في المدرسة وحكم آخر يحظر على الكنيسة بيع أو التخلص من العقارات والمقتنيات الفنية أو الأثرية أو التاريخية دون إذن من الإدارة.

#### قضية سيغورا

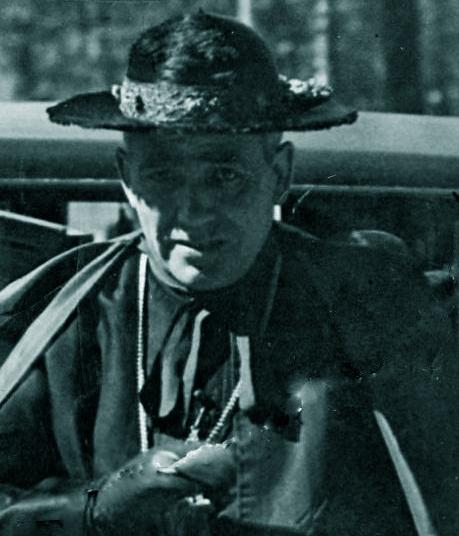
الكاردينال بيدرو سيغورا

في رد فعل معتدل نوعا ما على حرائق الكنائس انتقدت الكنيسة الكاثوليكية التواصل العلماني، لا سيما إزالة الصلبان من الفصول الدراسية حيث يوجد طلبة لايريدون تلقي التعليم الديني. وفوق ذلك فإن المرسوم الصادر في 22 مايو قد أثار احتجاج السفير البابوي، مؤكدًا أنه ليس قانونيا سن تشريع بشأن حرية الدين أو التعليم الديني في المدارس دون الأخذ في الاعتبار اتفاق 1851. وفي 30 مايو رفض الكرسي الرسولي لويس دي زولويتا ليكون سفير إسبانيا الجديد. ولكن رد الفعل الأكثر تطرفًا جاء من الكاردينال سيغورا مرة أخرى في 3 يونيو من روما، حيث نشر منذ 12 مايو خطابا رعويًا جمع فيه «الانطباع المؤلم جدًا الذي أحدثته بعض التصرفات الحكومية» للأساقفة وجميع المظالم التي عانت الكنيسة في حكمهم حتى تلك اللحظة، بما في ذلك المرسوم الأخير حيث لم يتقبلوا أن التعليم الديني قد اختفى من المدرسة العامة، مما سلط الضوء على معاداة الليبرالية التي حافظت عليها الكنيسة الكاثوليكية. أطلق الكاردينال الراعي سيغورا مرة أخرى غضب الصحافة الجمهورية والاشتراكية التي وصفته بأنه تدخل لايطاق. وأعربت الحكومة المؤقتة للكرسي الرسولي عن رغبتها في ألا يعود الكاردينال إلى إسبانيا وأنه مطرود من وظيفته. ولكن الكاردينال سيغورا عاد يوم 11 يونيو فجأة إلى إسبانيا، فاعتقل بعد ثلاثة أيام بأمر من الحكومة في غوادالاخارا، وفي الخامس عشر تم طرده من البلاد. من هذه الحقيقة كانت الصورة الشهيرة التي تظهر الكاردينال مغادرا دير حراس غوادالاخارا ومحاطا بالشرطة والحرس المدني قد جالت أنحاء العالم وقدمت الدليل على الاضطهاد التي عانت منه الكنيسة الكاثوليكية في إسبانيا. لم يعد الكاردينال سيغورا إلى إسبانيا إلا بعد اندلاع الحرب الأهلية. وفي اليوم التالي نظم تجمع كاثوليكي كبير في حلبة بامبلونا للاحتجاج على طرد الكاردينال.

#### قضية إيشغورين
بعد ذلك بشهرين، وفي نقاش كامل في الكورتيس التأسيسي الذي افتتح حديثًا بشأن الدستور الجديد الذي كانت فيه القضية الدينية هي الأكثر إثارة للجدل، ظهرت حادثة جديدة عكست العلاقات بين الجمهورية والكنيسة وكان الكاردينال سيغورا هو بطل الرواية مرة أخرى. ففي 17 أغسطس ومن بين الوثائق التي تم الاستيلاء عليها من أسقف فيتوريا خوستو إيشغورين الذي اعتقلته الشرطة قبلها بثلاثة أيام على الحدود الإسبانية الفرنسية، وُجِد منشور للكاردينال سيغورا به تعليمات لجميع الأبرشيات التي يحكمها أن يقوم الأساقفة ببيع القطع الكنسية في حالة الضرورة. "ولكن الأخطر من ذلك أن هذا المنشور مرفق به رأي المحامي رافائيل مارتن لازارو الذي وقعه في الثامن من مايو، والذي نصح فيه ببيع الكنيسة ممتلكاتها إلى المدنية وإيداع الممتلكات المنقولة في أوراق دين أجنبية، بمعنى أنها دعوة لهروب رأس المال، وكان هذا لتجنب المصادرة المحتملة للدولة. فجاء رد الحكومة المؤقتة فوري، ولاستبعاد تمزيق العلاقات الدبلوماسية مع الكرسي الرسولي، تم نشر مرسوم في 20 أغسطس علقت فيه جميع صلاحيات البيع ونقل ملكية الممتلكات وحقوق جميع أنواع الكنيسة الكاثوليكية والجماعات الدينية المرتبطة بها. في المقدمة جرت محاولة لتخفيف التدبير بالإشارة إلى الجهود السيئة السمعة التي بذلت عناصر بارزة في الكنيسة الإسبانية للحفاظ على ولاءها للنظام الجديد، في إشارة إلى القطاع التوفيقي برئاسة الكاردينال فرانسيسكو فيدال واي باراكير والسفير البابوي ضد القطاع الأصولي المتعنت برئاسة الكاردينال سيغورا. ومن ناحية أخرى كان المرسوم مصحوبًا بتعليق عشرات الصحف الكاثوليكية من إقليم الباسك ونافارا التي تم التأكيد عليها من خلال إعلاناتها المناهضة للجمهورية والتي اتهمتها الحكومة بالدعوة إلى تمرد مسلح ضد الجمهورية.

## قائمة المصادر
- Álvarez Tardío، Manuel (2002). Anticlericalismo y libertad de conciencia. Política y religión en la Segunda República Española. Madrid: Centro de Estudios Políticos y Constitucionales. ISBN:84-259-1202-4. {{استشهاد بكتاب}}: تجاهل المحلل الوسيط |enlaceautor= لأنه غير معروف، ويقترح استخدام |author-link= (مساعدة)
- Caro Baroja، Julio (2008). Historia del anticlericalismo español. Madrid: Caro Raggio. ISBN:978-84-7035-188-4. {{استشهاد بكتاب}}: تجاهل المحلل الوسيط |enlaceautor= لأنه غير معروف، ويقترح استخدام |author-link= (مساعدة)
- Casanova، Julián (2007). República y Guerra Civil. Vol. 8 de la Historia de España, dirigida por Josep Fontana y Ramón Villares. Barcelona: Crítica/Marcial Pons. ISBN:978-84-8432-878-0. {{استشهاد بكتاب}}: تجاهل المحلل الوسيط |enlaceautor= لأنه غير معروف، ويقترح استخدام |author-link= (مساعدة)
- De la Cueva Merino، Julio (1998). Emilio La Parra López y Manuel Suárez Cortina (المحرر). El anticlericalismo español contemporáneo. Madrid: Biblioteca Nueva. ISBN:84-7030-532-8. {{استشهاد بكتاب}}: تجاهل المحلل الوسيط |capítulo= لأنه غير معروف (مساعدة) وتجاهل المحلل الوسيط |enlaceautor= لأنه غير معروف، ويقترح استخدام |author-link= (مساعدة)
- Jackson، Gabriel (1976). La República Española y la Guerra Civil, 1931-1939. Barcelona: Crítica. ISBN:84-7423-006-3. {{استشهاد بكتاب}}: تجاهل المحلل الوسيط |edición= لأنه غير معروف (مساعدة) وتجاهل المحلل الوسيط |enlaceautor= لأنه غير معروف، ويقترح استخدام |author-link= (مساعدة)
- Juliá، Santos (1990). Manuel Azaña, una biografía política. Del Ateneo al Palacio Nacional. Madrid: Alianza Editorial. ISBN:84-206-9606-4. {{استشهاد بكتاب}}: تجاهل المحلل الوسيط |enlaceautor= لأنه غير معروف، ويقترح استخدام |author-link= (مساعدة)
- Tuñón de Lara، Manuel (2000). La España del siglo XX. Volumen I. Madrid: Akal. ISBN:84-460-1105-0. {{استشهاد بكتاب}}: تجاهل المحلل الوسيط |enlaceautor= لأنه غير معروف، ويقترح استخدام |author-link= (مساعدة)

## وصلات خارجية
- Sucesos del 11 de mayo de 1931 en Madrid (cortometraje de 7:32 minutos). España: Filmoteca Española / Radiotelevisión Española. 1931. مؤرشف من الأصل في 2019-06-29. اطلع عليه بتاريخ 7 de mayo de 2016. {{استشهاد بوسائط مرئية ومسموعة}}: تحقق من التاريخ في: |تاريخ الوصول= (مساعدة) ويحتوي الاستشهاد على وسيط غير معروف وفارغs: |tiempo=، |persona=، و|cita= (مساعدة)
- Desórdenes antimonárquicos en Madrid. Quema de conventos